# Microascales
Microascales é uma ordem de fungos da classe Sordariomycetes, subclasse Hypocreomycetidae. Trata-se de uma ordem relativamente pequena que inclui sobretudo fungos saprófitas que vivem no solo, vegetação em decomposição e excremento. Algumas espécies são patógenos vegetais, como é o caso de Ceratocystis fimbriata, transmitida por escaravelhos a árvores vivas e que ataca o cacaueiro e de muitas outras doenças com impacto económico importante. Espécies do género Pseudallescheria (família Microascaceae) são patógenos humanos como, por exemplo, Pseudallescheria boydii que pode causar doença alérgica broncopulmonar. Esta ordem foi circunscrita em 1980.

## Descrição
Os fungos de Microascales caracterizam-se por não ter estroma, ascomas periteciais pretos alongados ou raramente com ascomas cleistoteciais que carecem de paráfises. Os ascos são aproximadamente esféricos e vida curta e desenvolvem-se sós ou em cadeias. Os ascósporos são não septados, incolores e frequentemente ornamentados com cristas ou asas. Os anamorfos da família Microascaceae produzem células conidiogénas (anelações) e por vezes sinanamorfos aleurioconidiais ou semelhantes a clamidiósporos; estes encontram-se classificados sobretudo nos géneros Scopulariopsis, Graphium e Scedosporium.